# Licinia Eudoxia
Licinia Eudoxia (422 – c. 493) var romersk kejserinde, datter af den østromerske kejser Theodosius 2. Hun nåede at blive gift med to vestromerske kejsere, Valentinian 3. og Petronius Maximus.

## Familie
Eudoxia blev født i 422 som datter af Theodosius 2. og hans hustru Aelia Eudocia, der var af græsk afstamning. Hendes eneste søskende, Arcadius og Flacilla, døde før deres forældre. Deres fars forældre var Arcadius og Aelia Eudoxia. Deres morfar var Leontius, en filosof fra Athen.
Hendes morfars navn blev først omtalt af Sokrates Scholastikos. Historikeren Johannes Malalas skrev senere en mere omfattende beretning om hendes mor Eudocias liv, og den er genfortalt i kortere from i Edward Gibbons bog The History of the Decline and Fall of the Roman Empire. Man har ingen optegnelser om, hvem Eudoxias mormor var.

## Første ægteskab
I 424 blev Eudoxia trolovet til Valentinian 3., som hun i forvejen var i familie med. Året for trolovelsen blev registreret af Marcellinus Comes. På det tidspunkt var Valentinian omkring fire år gammel og Eudoxia var bare to. Gibbon betragtede trolovelsen som en aftale mellem de tre kvinder, der styrede den romerske verden, og med det hentydede han til Galla Placidia, hendes niece Pulcheria og Pulcherias svigerinde Eudocia. Galla Placidia var Valentinian 3.s mor og var halvsøster til den afdøde kejser Arcadius. Valentinian 3. var kørt i stilling til at overtage tronen i Rom, der efter morbroderen Honorius' død var kommet i hænderne på Johannes. Han var ikke en del af det Theodosiske dynasti og blev derfor anset som tronrøver af hoffet i Konstantinopel. I løbet af 424 blev Valentinian udråbt til Caesar af kejserfamilien i øst. Det følgende år blev Johannes besejret og henrettet. Valentinian erstattede ham som Augustus i vest.
Eudoxia og Valentinian 3. blev gift den 29. Oktober 437 i Thessalonica og vielsen blev en markering af genforeningen af de to grene af det Theodosianske dynasti. Oplysningen om ægteskabet kan læses hos Sokrates Scholastikos, i Chronicon Paschale og hos krønikeskriveren Marcellinus Comes. I 439 fik Eudoxia titlen Augusta i anledning af at hun fødte kejserparrets første barn, datteren Eudocia. Senere fulgte endnu en datter, Placidia. Døtrenes fødsel og senere skæbne er beskrevet hos Priscus, Procopius, John Malalas og i Chronicon Paschale.
Den 16. marts 455 blev Valentinian III 3. myrdet på Marsmarken i Rom af skyterne Optila og Thraustila. Begivenheden er beskrevet i et af de fragmenter, der har overlevet fra den krønike, der blev skrevet af Johannes af Antiokia. Johannes var munk i det 7. århundrede og nogle kilder hævder, at han var identisk med Johannes af Sedre, patriark i Antiokia for den syrisk-ortodokse kirke fra 641 til 648. "Maximus havde haft to ønsker, og da de begge slog fejl, blev han bitter og vred. Han tilkaldte Optila og Thraustila, to modige skytere, som havde tjent i hæren under Flavius Aëtius og som nu passede på Valentinian. Han fortalte dem, at mordet på Aëtius var kejserens værk, og han opfordrede dem til at gøre det rette og tage hævn. Han fortalte dem, at de, der hævnede den faldne mand, ville få de største velsignelser. Ikke mange dage efter, red Valentinian i Marsmarken med nogle få livvagter samt Optila og Thraustila og deres følge. Da han var stået af hesten for at gå til bueskydning, blev han angrebet af Optila og han venner. Optila slog Valentinian i tindingen, og da han vendte sig for at se sin angriber, fik han et andet slag i ansigtet og blev fældet, og Thraustila dræbte Heraclius. Efter at have taget kejserens diadem og hest, skyndte de sig til Maximus... "(Johannes af Antiokia, fr.201.4–5: Gordons oversættelse, side 52–53). Heraclius er identificeret som "en eunuk der havde den største indflydelse på kejseren" og som havde været hans medhjælper i mordet på Aëtius.